# Арчибальд Кронін
Арчиба́льд Джо́зеф Кро́нін (англ. Archibald Joseph Cronin) (19 липня, 1896 — 6 січня 1981) — шотландський письменник, знаний головним чином за романи із назвами «Цитадель» (англ. The Citadel) і «Ключі від Царства Небесного» (англ. The Keys of the Kingdom), які згодом екранізувалися та номінувались на «Оскара». Персонаж доктор Фінлей з оповідання Кроніна «Сільський лікар» англ. Country Doctor(1935), започаткував серію історій, яких пізніше зібрано у «Пригодах чорного несесера», даючи основу і поштовх для телесеріалу BBC і радіосеріалу із назвою Dr Finlay's Casebook.

## Життєвий шлях
Народився Кронін у Кардросс (англ. Cardross), Данбартоншир (англ. Dunbartonshire) (нинішня назва: Аргайл-і-Б'ют), Шотландія.
Кронін, єдина дитина матері-протестантки Джессі Монтгомері Кронін (англ. Jessie Montgomerie Cronin), і батька-католика Патріка Кроніна. Зазвичай писав про молодих людей у середовищі, подібному тому, у якому сам зростав. Він був  студентом в Академії Дамбартон і переміг у низці письменницьких конкурсів. Завдяки своїм винятковим здібностям, його нагороджено стипендією на вивчення медицини в Університеті Глазго. Саме там він зустрів свою майбутню дружину, Гібсон Агнес Мері, яка теж студіювала медицину, — та закінчив у 1919 році з відзнакою медінститут, де і продовжував підготовку на ступінь MRCP (Членство в Королівських коледжах лікарів Великої Британії).
Кронін став другим лейтенантом-хірургом Британського Флоту під час Першої світової війни, потім проходив стажування на лікаря в різних шпиталях. Після війни відкрив медичну практику в гірничому районі Південного Уельсу (в селі Гарелохгед на річці Клайд та Тредегарі), і після призначення у 1924 році медичним інспектором гірництва, зосередився на дослідженнях шкідливого впливу гірничої промисловості на здоров'я працівників, які й використав для пізніших романів — «Фортеця», дія якого відбувається у Вельсі, і «Зірки дивляться вниз» (англ. The Stars Look Down), сюжет якого розвивається в Нортумберленді. Згодом він переніс медичну практику до Лондону на Гарлі-стріт.
З кінцем 1930-х Кронін переїхав до Сполучених Штатів з дружиною і трьома синами. Він помер 6 січня 1981 в Монтре.

## Творчість
Багато із книг Кроніна — бестселери, які перекладалися на різні мови світу. Його твори визначалися як майстерністю, так і спроможністю гострого спостереження та графічного опису. Деякі з романів і нарисів відзеркалюють його власну медичну кар'єру, з вагомими для нього драматичним реалізмом, романтикою, та суспільною критикою. Кажуть, що писав він «Цитадель» з метою сприяння установі Національної Охорони Здоров'я у Великій Британії, висвітлюючи несправедливість і некомпетентність медичної практики у ті часи. Ледь не в кожному його творі є персонажі лікарі — «Сільський лікар», «Зірки дивляться вниз», «Шлях Шеннона».
Перший роман Кроніна - "Замок капелюшника" ("Hatter`s Castle"), більш відомий як "Замок Броуді" не лише став важливим кроком на письменницькому шляху, а й сформував своєрідну творчу манеру письменника, намітив зв'язки з реалістичною традицією Ч. Діккенса, Дж. Ґорлсуорсі. Роман написаний у трагічному ключі, не позбавленому мелодраматизму.
Роман "Зорі дивляться вниз" - про важке життя шахтарів та їхніх сімей на північному сході Англії початку ХХ ст. За допомогою свої майстерних прийомів Кронін змальовує героїв роману на фоні складних, гостросоціальних та морально-етичних проблем.
Роман "Цитадель" став новаторським у трактуванні суперечливої теми медичної етики. Головний герой твору - лікар Ендрю Менсон - вбачає сенс своєї діяльності в служінні людям, проте зіштовхується з протидією колег, закладів, усталеними нормами. Менсон змушений штурмувати цитадель ділків від науки.

## Українські переклади
- А. Кронін. Літа зелені / пер. з анг. П. Шарандак. — К. : Радянський письменник, 1959. — 360 с.
- А. Кронін. Могила хрестоносця / пер. з анг. В. Іонкіна та В. Бакуліна. — К. : Радянський письменник, 1960. — 380 с.
- А. Кронін. Ключі Царства / пер. з анг. О. Гладкий. — Видавництво «Свічадо», 2020. — 344 с.
- А. Кронін. Юдине дерево / пер. з анг. Мар'яна Прокопович. — Видавництво «Апріорі», 2021. — 320 с.
- А. Кронін. Три любові / пер. з анг. Надія Марчук. — Видавництво «Апріорі», 2021. — 584 с.
- А. Кронін. Цитадель / пер. з анг. Олена Фешовець. — Видавництво «Апріорі», 2021. — 416 с.
- А. Кронін. Зорі дивляться вниз / пер. з анг. Надія Марчук і Ярина Кутовенко. — Видавництво «Апріорі», 2023. — 656 с.
- А. Кронін. Замок капелюшника / пер. з анг. 	Ігор Андрущенко. — Видавництво «Апріорі», 2024. — 592 с.
- А. Кронін. Леді з гвоздиками. Жінка землі / пер. з анг. Надія Марчук, Олександра Літвіняк. — Видавництво «Апріорі», 2024. — 240 с.